# Mountain biking

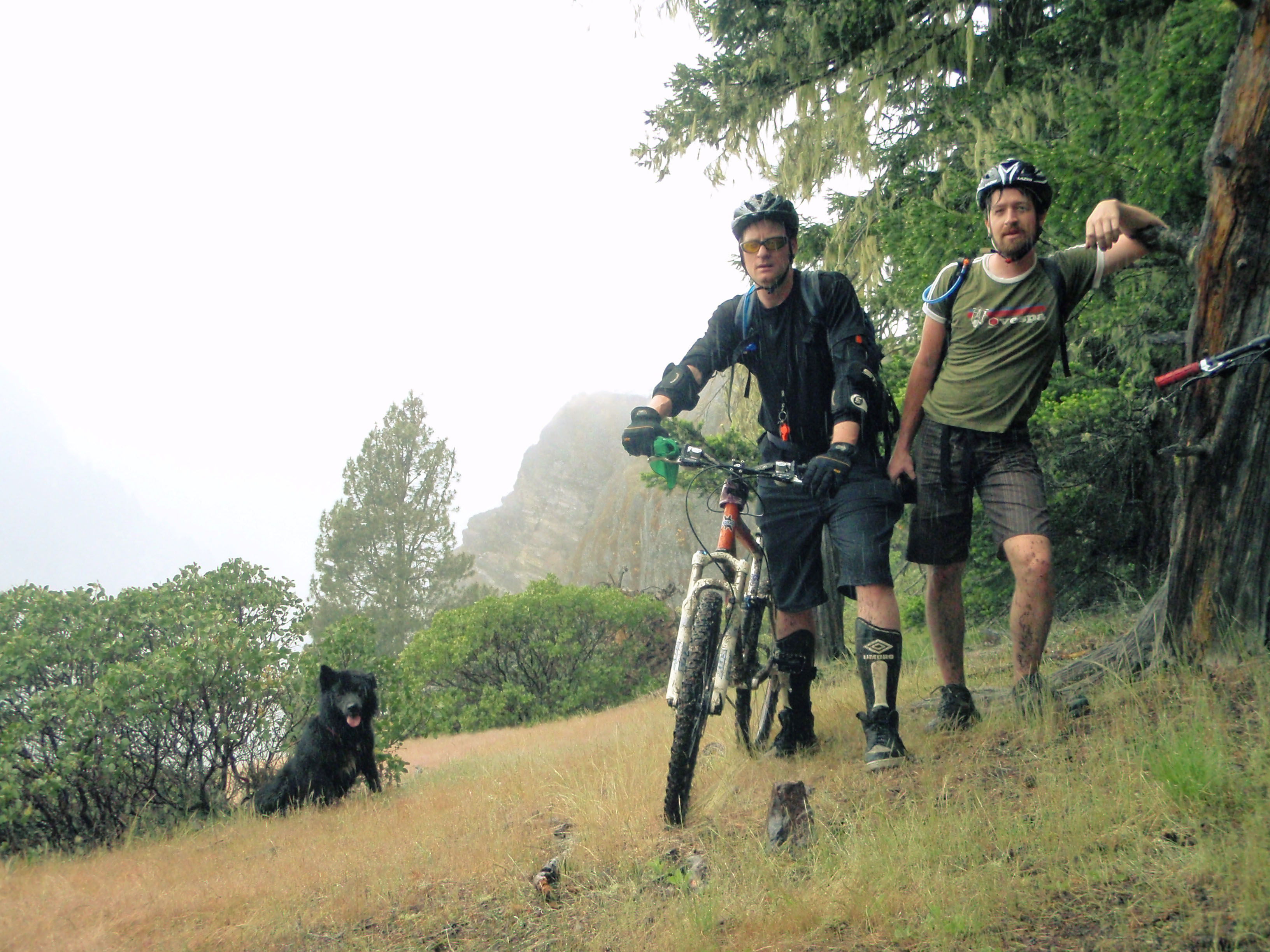
Cicloescursionisti

Il mountain biking (in italiano ciclismo di montagna) è uno sport che consiste nel guidare particolari biciclette chiamate mountain bike in fuoristrada, spesso su terreno sconnesso. Rispetto alle normali biciclette, le mountain bike sono progettate per aumentarne la robustezza e l'efficienza su terreni irregolari.
Può in generale essere diviso in diverse categorie: cross country, cicloescursionismo, enduro, downhill, freeride, slopestyle, dirt jumping e trial. La gran parte dei praticanti ricade però nella "pedalata" non agonistica delle categorie cross country e cicloescursionismo. Si tratta di uno sport individuale che richiede resistenza fisica e mentale, equilibrio, capacità di guida e autosufficienza. I mountain biker più evoluti percorrono discese ripide e tecniche e, nel caso di freeride, downhill e dirt jumping compiono evoluzioni aeree più o meno articolate, saltando da strutture naturali o artificiali.
Può essere praticato quasi ovunque, da un cortile a una stradina imbrecciata, ma la maggior parte dei biker pedalano su percorsi fuoristrada, che siano strade di campagna, forestali o singletrack (sentieri di larghezza ridotta, creati e mantenuti principalmente dal passaggio). Per certi aspetti il mountain biking è più simile al trail running che al classico ciclismo: visto che i biker sono spesso lontani da zone abitate è loro dovere etico essere autosufficienti. Occorre saper riparare forature o altri danni per evitare di rimanere appiedati lontani dall'arrivo, e infatti molti portano uno zaino proprio per avere con sé attrezzi e ricambi d'emergenza. Lo zaino può contenere anche una sacca idrica, provviste di scorta e indumenti di ricambio, in caso si rimanga bloccati senza poter essere facilmente soccorsi. Gruppi sociali più o meno formalizzati sono frequenti, specialmente nelle escursioni più lunghe. Il mountain bike orienteering aggiunge la necessità di sapersi orientare con una mappa.

## Storia

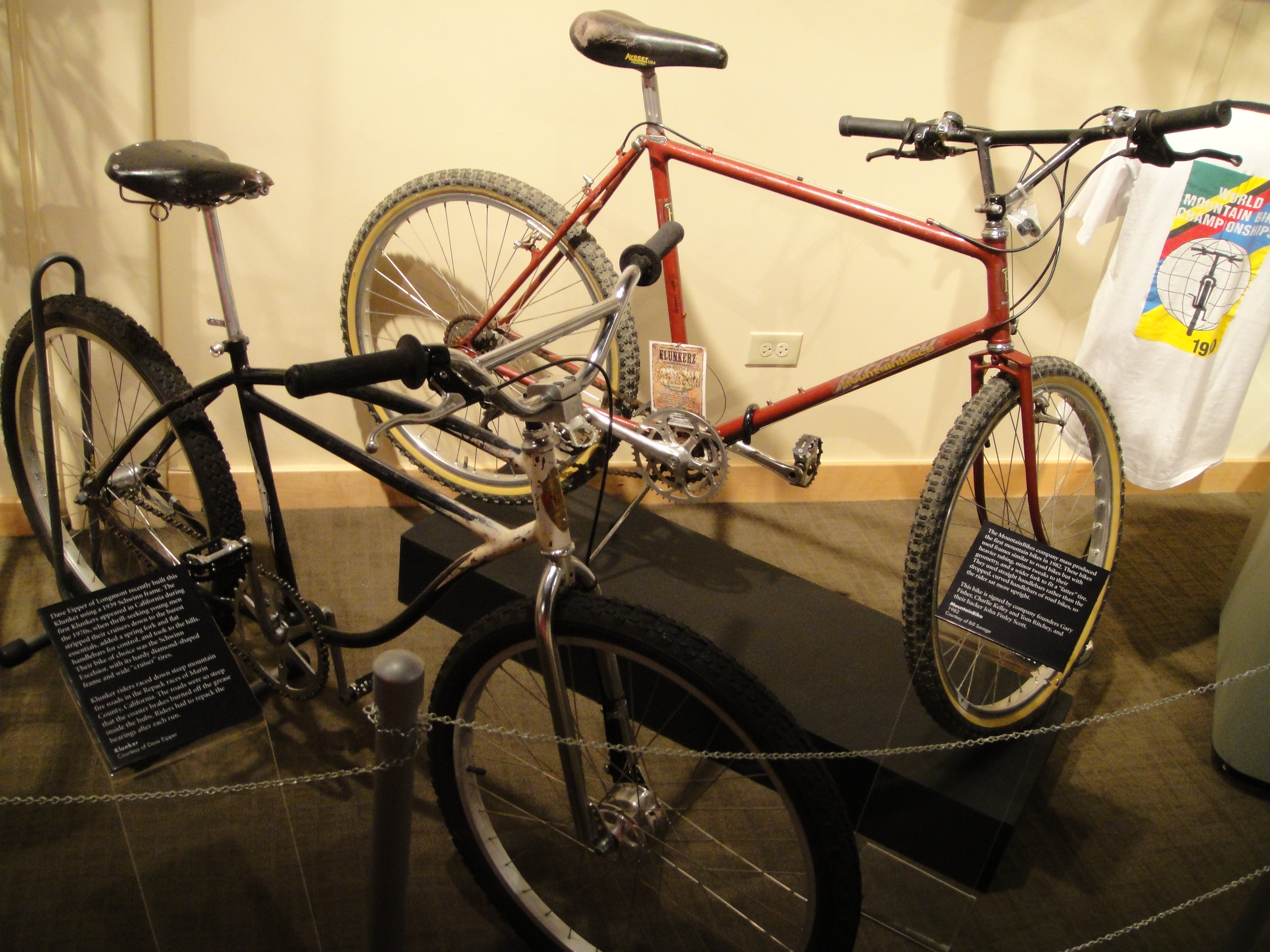
Una klunker e una vecchia mountain bike

### XIX secolo
Uno dei primi esempi di biciclette adattate all'uso fuoristrada è dato dalla spedizione dei Buffalo Soldiers da Missoula, Montana a Yellowstone e ritorno, nell'agosto del 1896.

### Dal 1900 agli anni '60
Un altro esempio di mountain biking ante litteram è quando i ciclisti da strada usavano le bici da ciclocross per rimanere allenati durante l'inverno. Il ciclocross è poi diventato uno sport a sé nel 1940, con il primo campionato mondiale nel 1950. Nei sobborghi di Parigi, tra il 1951 e il 1956, una ventina di ciclisti fondarono il Velo Cross Club Parisien e si occupavano di uno sport molto simile all'odierno mountain biking.
Nel 1955 ciclisti fuoristrada del Regno Unito fondarono la Rough Stuff Fellowship,
mentre nel 1966 in Oregon D. Gwynn, un membro del Chemeketan club, costruì una bicicletta da sentieri sconnessi e la chiamò "mountain bicycle", possibile primo uso di questo nome.
In Inghilterra, nel 1968, il trialista motociclistico Geoff Apps iniziò a studiare una bicicletta fuoristrada, e nel 1979 aveva sviluppato una bicicletta leggera che usava gomme da neve da due pollici x 650b destinata all'uso su terreno bagnato e fangoso, tipico del sud-est del suo paese, e ne venne prodotta anche una versione da 700c. Furono vendute col marchio Cleland Cycles fino al 1984, ma nei primi anni novanta delle biciclette simili venivano vendute anche da English Cycles e Highpath Engineering.

### Anni '70 e '80

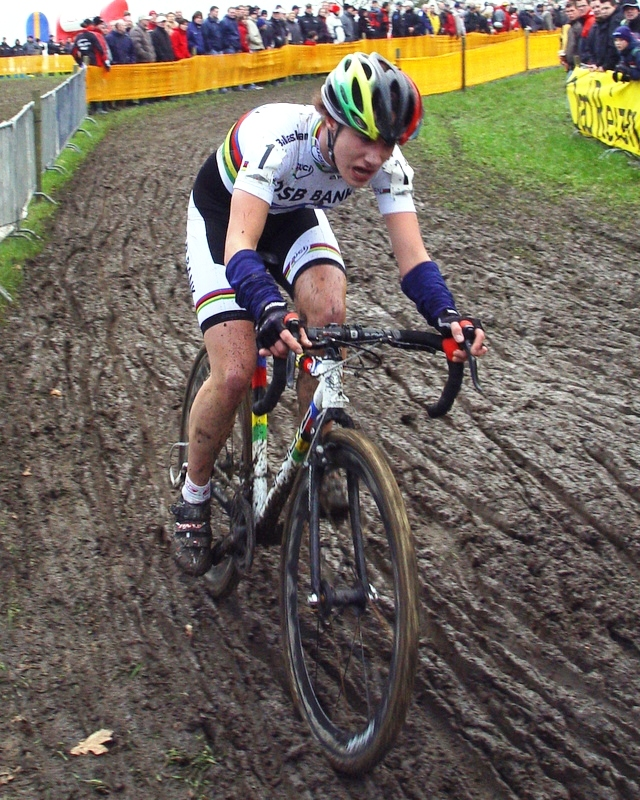
Il ciclocross

Negli USA, diversi gruppi di ciclisti hanno avuto un ruolo nella nascita del mountain biking, ad esempio in Colorado a Crested Butte, e in California a Cupertino e Contea di Marin dove nella seconda metà dei settanta venivano modificate vecchie biciclette "cruiser" di Schwinn (in particolare la Schwinn Excelsior) con freni migliori, manubri da motocross e gomme più larghe per gareggiare giù per le strade tagliafuoco. Queste gare venivano chiamate repack race perché i freni a tamburo si riscaldavano tanto da bruciare il grasso nel mozzo e obbligarne la sostituzione (il repack appunto). Queste biciclette venivano chiamate klunker (catorcio), e to klunk divenne anche il verbo che indicava l'attività del mountain biking, che ancora non esisteva.
Solo a cavallo fra gli anni settanta e ottanta i costruttori di biciclette da strada iniziarono a produrre biciclette leggere e tecnologicamente adatte alla montagna; il primo, si ritiene, è stato Joe Breeze nel 1978. Nel frattempo nacque anche la MountainBikes, società fra Gary Fisher, Charlie Kelly e Tom Ritchey, il quale costruiva i telai e si occupò anche di montare i primi modelli. La società poi si sciolse e l'azienda divenne Fisher Mountain Bikes, mentre Ritchey continuò a costruire telai in proprio. Le prime mountain bike erano sostanzialmente telai da corsa con tubature più robuste e geometria diversa, gomme più larghe, il manubrio dritto e alcune parti provenienti dalla BMX. Altri contributi vennero da Otis Guy e Keith Bontrager.
Nei primi anni ottanta furono vendute le prime due mountain bike prodotte su larga scala: la Specialized Stumpjumper e la Univega Alpina Pro. La Fisher Mountain Bikes è poi stata comprata da Trek. Il periodo californiano della storia della mountain bike è stato raccontato in un documentario del 2006.
A quel tempo le mountain bike erano ritenute una moda passeggera dall'industria della bicicletta. In particolare, proprio grandi produttori come Schwinn e Fuji non riuscirono a prevedere l'esplosione degli sport d'avventura, e i primi produttori furono dei pionieri come Ritchey, MountainBikes e Specialized. Quest'ultima era una startup americana che faceva produrre i telai in Giappone e Taiwan; entrò nel mercato nel 1981,
e seguiva le geometrie di Ritchey, ma usava la saldatura TIG, ben più adatta alla produzione di massa della più costosa e faticosa brasatura.

Montavano un cambio a deragliatore a 15 velocità, con tre corone e cinque pignoni.

### Anni '90 e 2000

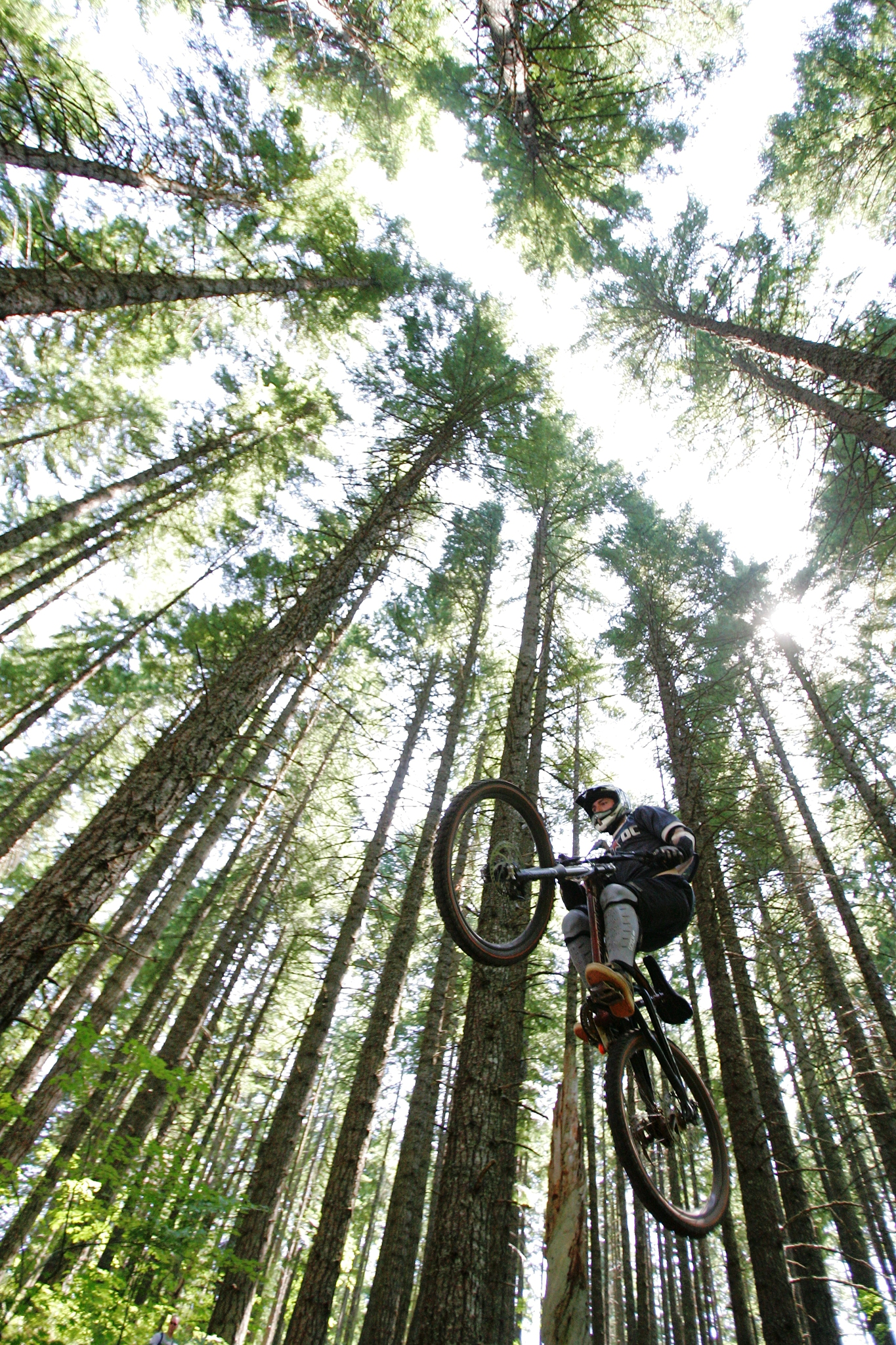
Un biker esegue un salto

Nei vent'anni a cavallo del 2000 la mountain bike è passata dallo status di sport poco conosciuto a quello di uno dei più popolari. Biciclette ed equipaggiamenti che una volta erano disponibili solo in negozi specializzati o per corrispondenza ora sono in qualunque negozio di biciclette; le mountain bike hanno raggiunto persino i grandi magazzini, dove possono essere acquistate a prezzi bassi con sospensioni e freni a disco. Le mode del 2010 includono biciclette da all mountain, 29er e singlespeed.
Una bici da all mountain di medio livello, con escursioni da 120-150 millimetri, permette di affrontare terreni molto impervi pur rimanendo pedalabile in salita. Le 29er sono il primo tentativo (di successo) di non rispettare lo standard delle ruote da 26 pollici, usate sin dalle prime vere mountain bike. Le singlespeed invece si possono considerare un ritorno alla semplicità, eliminando i deragliatori e affidandosi a un solo rapporto di trasmissione. A seguire la via aperta dalle 29er, sono state prodotte anche mountain bike da 27,5 pollici (650b) e le cosiddette fatbike, biciclette con gomme larghe anche 10 centimetri, adatte alla neve e terreni molli.
Sempre in questi anni sono stati aperti un gran numero di bike park, aree attrezzate come percorsi a ostacoli o più simili a stazioni sciistiche dove però si scende in mountain bike su piste di terra, con salti ed altri ostacoli.

### Il mountain biking come sport agonistico
L'Unione Ciclistica Internazionale (UCI) ha riconosciuto la mountain bike come sport ufficiale relativamente tardi. I primi campionati del mondo risalgono al 1990, quando a Durango in Colorado furono disputate gare di cross country e downhill: i primi campioni del mondo furono Ned Overend e Juli Furtado nel cross country e Greg Herbold e Cindy Devine nel downhill.
L'anno successivo si tenne la prima edizione della coppa del mondo, con un circuito di nove prove nel solo cross country. John Tomac si impose tra gli uomini mentre Sara Ballantyne tra le donne. Fino al 1992 il circuito della coppa prevedeva solamente gare di cross country, dal 1993 si affiancò anche il downhill. Nel 1998 si aggiunse anche il dual slalom, specialità in cui gli atleti affrontavano uno slalom parallelo lungo un pendio. Nel 2001 fu aggiunta anche la cronometro (time trial, TT), importata dai circuiti nordamericani che tuttavia rimase in calendario per un solo anno.

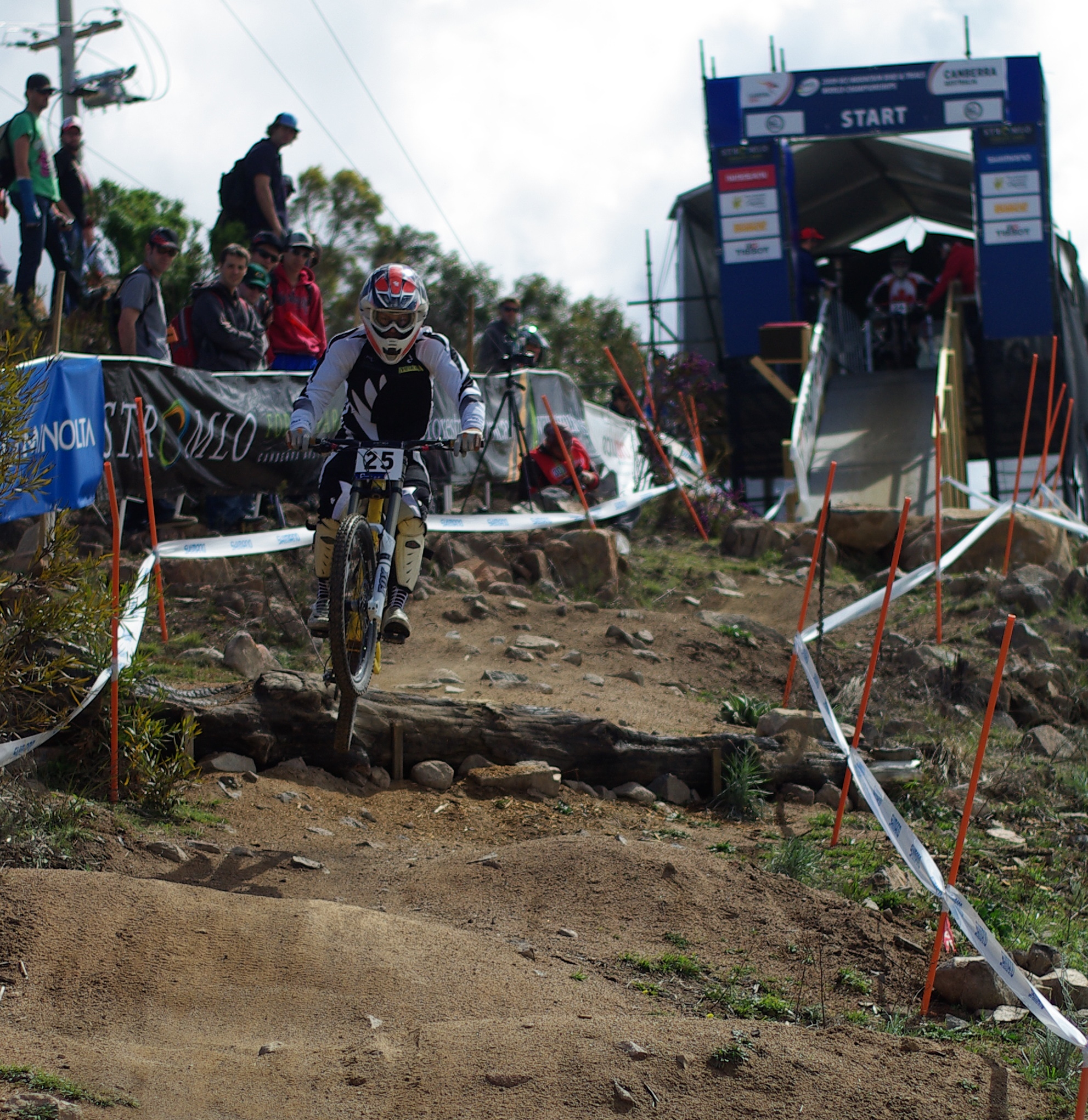
Campionato del mondo di downhill

Dal 2002 dual slalom fu sostituito dal four-cross, specialità affine al boarder cross dello snowboard, in cui quattro atleti si affrontano su un percorso caratterizzato da salti, curve e sponde, quasi interamente artificiale.
Le stesse quattro specialità sono inserite nel programma dei campionati del mondo e dal 2003 fu introdotta anche una prova di marathon, che dall'anno successivo prevede una competizione mondiale a sé. Dal 2005 al 2009 fu disputata anche la Marathon world series, sorta di |coppa del mondo della specialità.
Nel 1996, in occasione dei Giochi della XXVI Olimpiade, la gara di mountain bike specialità cross country, fu aggiunta agli eventi dei Giochi olimpici estivi. L'olandese Bart Brentjens e l'italiana Paola Pezzo furono i primi campioni olimpici della specialità.

## Discipline
Il mountain biking è uno sport che contempla sia l'agonismo che l'attività ricreativa o salutistica. Alcune di queste discipline hanno uno stampo più marcatamente agonistico e sono definite e regolate da organizzazioni nazionali ed internazionali; tuttavia queste possono essere praticate in maniera dilettantistica tanto quanto quelle più ricreative, così da rendere difficile separarle fra due nette categorie. Inoltre il mondo del mountain biking è in continua evoluzione: ciò che oggi è divertimento domani potrebbe essere anche competizione, o viceversa.

### Cross country

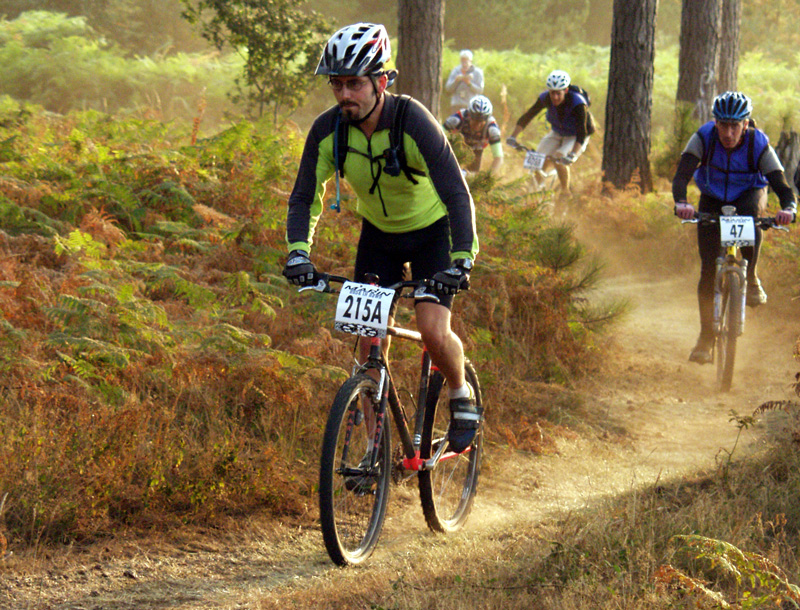
Competizione di cross country in Gran Bretagna.

Il cross country (XC) è la disciplina della mountain bike più vicina al classico ciclismo. Prevede di percorrere strade di campagna o forestali e comunque carrabili, e sentieri di difficoltà tecnica bassa o moderata in cui la capacità di guida è seconda alla resistenza fisica. Generalmente chi si avvicina al mountain biking passa per il cross country proprio per questa sua caratteristica, oltre al fatto che le mountain bike di minor valore non sono adatte a percorsi più difficili.
La mountain bike da XC infatti generalmente è una front e comunque non ha un'escursione superiore ai 100 millimetri, non sono necessari freni potenti, né particolare robustezza, ma la differenza di peso fra un buon mezzo e uno economico è importante, da 15 chili o più fin sotto i 10, trattandosi delle mountain bike più leggere. Per le ruote il formato da 29 pollici è privilegiato. L'equipaggiamento del crosscountrista in genere comprende solo il caschetto, i guanti e nessun'altra protezione, sempre in favore della leggerezza, oltre a eventuali barrette energetiche.
Secondo l'UCI
la competizione di cross country avviene fra più corridori, dura 1-2 ore su circuiti di 4-10 chilometri (variabili a seconda delle categorie) che includono i vari tipi di terreno suddetti e con punti di rifornimento e assistenza tecnica. Sono previste diverse varianti come l'XC eliminator e l'XC time trial, oltre che l'XC marathon. Dal 1996 è uno sport olimpico.
La marathon o granfondo (MX, XCM o GF) identifica le gare di cross country in cui il tracciato, percorso una sola volta, supera i 60 chilometri. Tali gare vengono corse in zone collinari e montane, il dislivello complessivo può superare i mille metri e possono durare più di tre ore. Anche la mountain bike utilizzata è simile a quella da cross country, ma per la maggior durata della gara in genere si sacrifica un po' di leggerezza per avere una più comoda full-suspended con escursioni fino ai 120 millimetri. Dal 2003, l'UCI ha istituito un campionato mondiale per questa categoria.

### Downhill

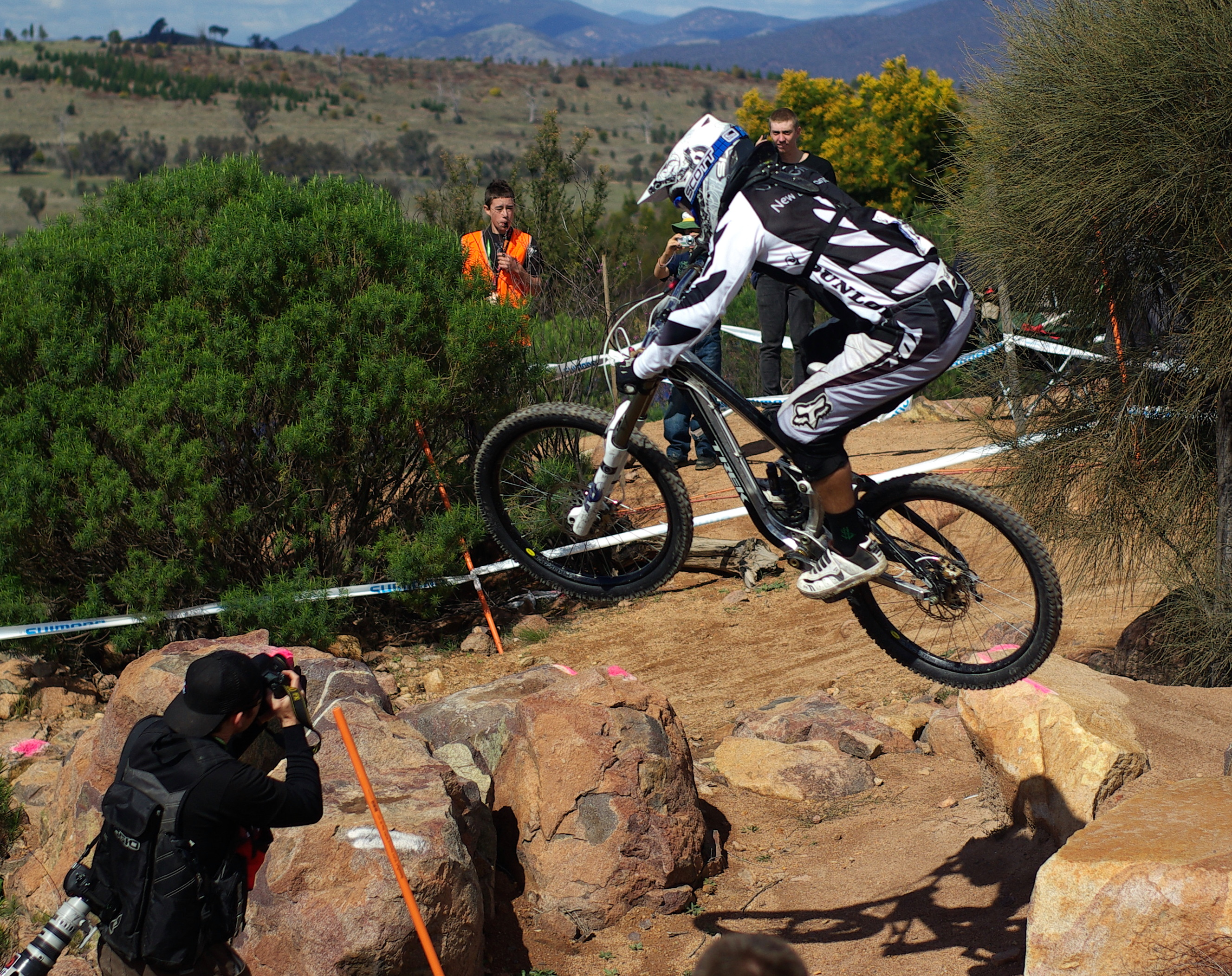
Un downhiller in gara

Il downhill (DH) è una disciplina che si svolge completamente in discesa lungo piste dai 2 ai 5 chilometri preparate su pendii anche molto ripidi e con ostacoli naturali o artificiali, come salti, gradoni alti anche più metri e sezioni sconnesse di rocce e radici. È una delle discipline che rientrano nell'ambito "gravity", facendo affidamento sulla forza di gravità per la propulsione.
La bicicletta da downhill ha un telaio molto robusto, si usano manubri molto larghi (780/800 millimetri) per un maggior controllo e sospensioni anteriori a doppia piastra da 200 millimetri di escursione e posteriori con vari schemi fino a 240 millimetri. La bici da downhill moderna deve essere stabile, ma leggera (si scende sotto i 16 kg) e agile per permettere accelerazioni e frenate più rapide, con potenti freni a disco idraulici, e rapporti di trasmissione adatti a sostenere le velocità raggiunte in discesa. I downhiller possono indossare protezioni molto robuste e casco integrale con mascherina, in stile motocrossistico, poiché possono raggiungere anche i 90 km/h.
Come competizione si svolge a cronometro individuale, ed è inserito nel calendario UCI della coppa del mondo dal 1993 ed è abbinato agli eventi di dual slalom e four-cross, e a volte anche di cross country. I mondiali si svolgono, dal 1990, tra la fine di marzo e la prima metà di settembre.
Di recente si è molto sviluppata anche la disciplina dell'Urban Downhill che vede la sua naturale espressione della competizione "Red Bull Valparaiso Cierro Abajo" e altre importanti gare cittadine.
Un'altra variante del downhill è la downhill marathon, in cui i concorrenti partono in massa e discendono un lungo percorso dalle caratteristiche simili a quelle del downhill, partendo da una montagna e arrivando in fondo. Una di queste competizioni è la Megavalanche.
Per praticare questo sport i downhiller si recano in luoghi con impianti come quelli sciistici, i bikepark.
Mete italiane affermate a livello internazionale sono il Bike Park Mottolino di Livigno, Pila in valle d'Aosta e il Bike Park a Daolasa in Val di Sole.
I bikers costruiscono delle piste anche da soli, ma ad oggi ci sono molte aziende che curano il trail.

### Cicloescursionismo

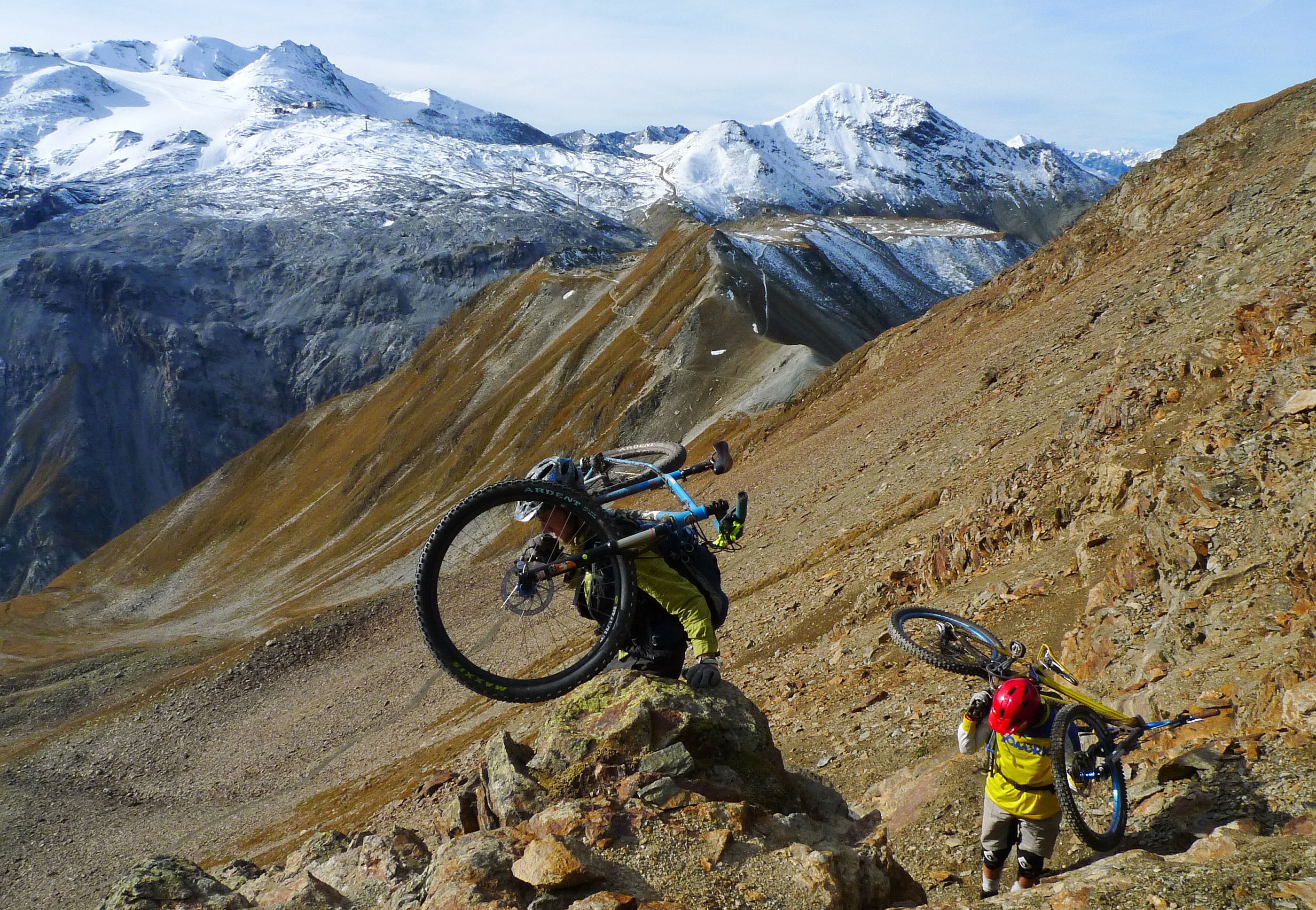
Cicloalpinisti in portage sul Rotlspitz

Il cicloescursionismo o all mountain (AM) è l'uso ricreativo della mountain bike su sentieri tipicamente di montagna, adatti all'escursionismo e di difficoltà variabile. Il cicloescursionista condivide con l'escursionista classico lo stesso amore e lo stesso rispetto per la montagna, che lo portano ad affrontare passeggiate o avventure di variabile impegno fisico e difficoltà tecnica.
Così come l'escursionismo può essere considerato fase preliminare dell'alpinismo, le forme più estreme di cicloescursionismo che possono compiersi in alta montagna prevedono l'uso di tecniche trialistiche e pratiche come il portage (caricarsi la bici in spalla) e in alcuni casi persino di smontare la bicicletta per trasportarla a pezzi, o indossarla come zaino ed arrampicarsi, per superare tratti altrimenti inevitabili. Per questi casi è in uso il termine cicloalpinismo. Questa disciplina così legata alla montagna si è sviluppata in Austria, grazie ai Vertriders, e in Italia grazie al movimento legato a Cicloalpinismo.
Nel cicloescursionismo il mezzo di riferimento è la bicicletta da all mountain. Generalmente biammortizzata, ha escursioni di 130-150 millimetri ma rimane molto pedalabile. Spesso si preferisce sacrificare un po' di leggerezza per una maggior affidabilità. Il trail riding è assimilabile all'escursionismo più semplice, ed è praticato con mountain bike generalmente più leggere e di minore escursione (100–120 mm).

### Enduro
L'enduro non è altro che l'all mountain posto in forma di gara: le salite non sono cronometrate, pur essendoci dei tempi massimi da rispettare, ma sottraggono energie all'atleta che dovrà gestire le proprie riserve per sprigionarle in discesa, nelle prove cronometrate. Le biciclette da enduro sono simili a quelle da all mountain, ma più orientate alla discesa e con sospensioni capaci di sopportare maggior stress.
L'enduro così inteso si è sviluppato a partire dal 2003 in Francia, con Fred Glo, e dal 2008 in Italia con Franco Monchiero ed Enrico Guala e la Superenduro. Il principale motivo per cui è nato, secondo i promotori, è che cross country e downhill erano diventati troppo specializzati e soprattutto professionali. L'ambiente dell'enduro invece conserva lo spirito a tutto tondo della mountain bike, e mantiene la componente di divertimento di questo sport.
È bene precisare che nel mondo anglosassone, in particolare negli USA, con all mountain si intende anche l'enduro non agonistico, cioè l'uso della mountain bike su sentieri montani più orientato alla guida veloce che all'escursionismo. Qui, infatti, al 2016, l'enduro non è ancora un formato diffuso.

### Freeride e slopestyle

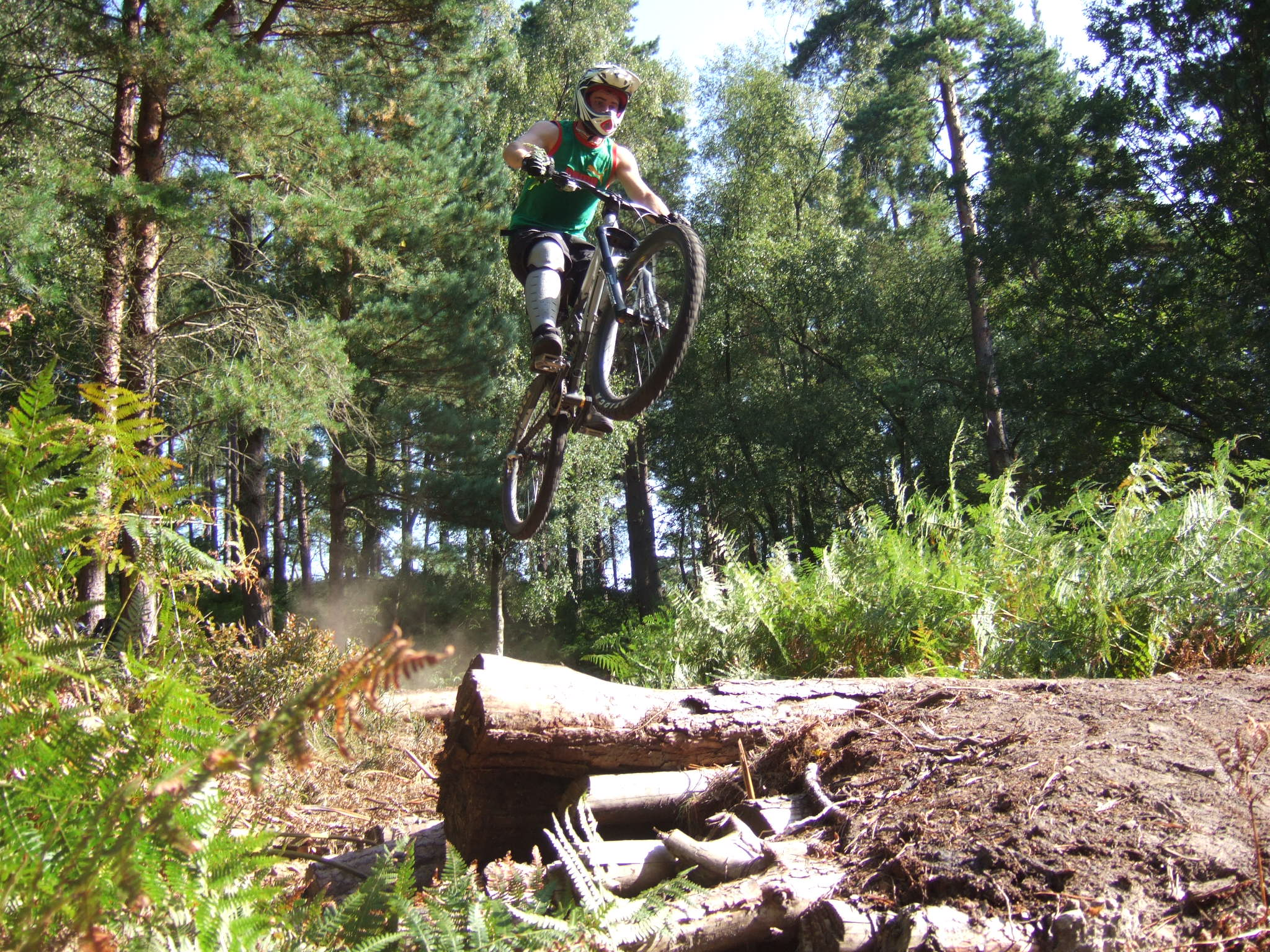
Un freerider su un percorso preparato

Il freeride (FR) è una disciplina gravity che pone l'attenzione sullo stile, le manovre aeree e le parti tecniche dei percorsi. Il suo nome deriva dal freeride sulla neve in cui si intende scendere per un pendio naturale senza un percorso preciso, né obiettivi né regole. Nel mountain biking si intende invece percorrere un tracciato nella maniera più creativa possibile, includendo stile, ampiezza nelle evoluzioni, controllo e velocità. Si ritiene che la prima volta che si è parlato di freeride nel campo della mountain bike sia stato negli anni novanta sulla North Shore, area della Columbia Britannica a nord di Vancouver (Canada), dove alcuni sentieri venivano preparati con strutture come salti e passerelle sopraelevate.
In origine come biciclette da freeride si usavano quelle da downhill, modificate per permettere di pedalare in salita. Le più moderne invece tendono ad essere più manovrabili di una bici da downhill, il cui scopo è arrivare in fondo nel più breve tempo possibile e che quindi deve essere stabile alle alte velocità. La bici da freeride invece ha una forcella a piastra singola, un telaio più piccolo, angolo di sterzo più verticale e passo più breve, tutte soluzioni che la rendono più manovrabile. Il peso e la robustezza possono variare, a seconda di quanto è estremo l'uso che se ne intende fare. Nel freeride più estremo sono infatti possibili salti di oltre 10 metri.
Le stazioni sciistiche hanno accolto questa disciplina, permettendo di caricare le biciclette sugli impianti di risalita e costruendo percorsi adatti sui pendii che d'inverno sono destinati allo sci (v. bike park).

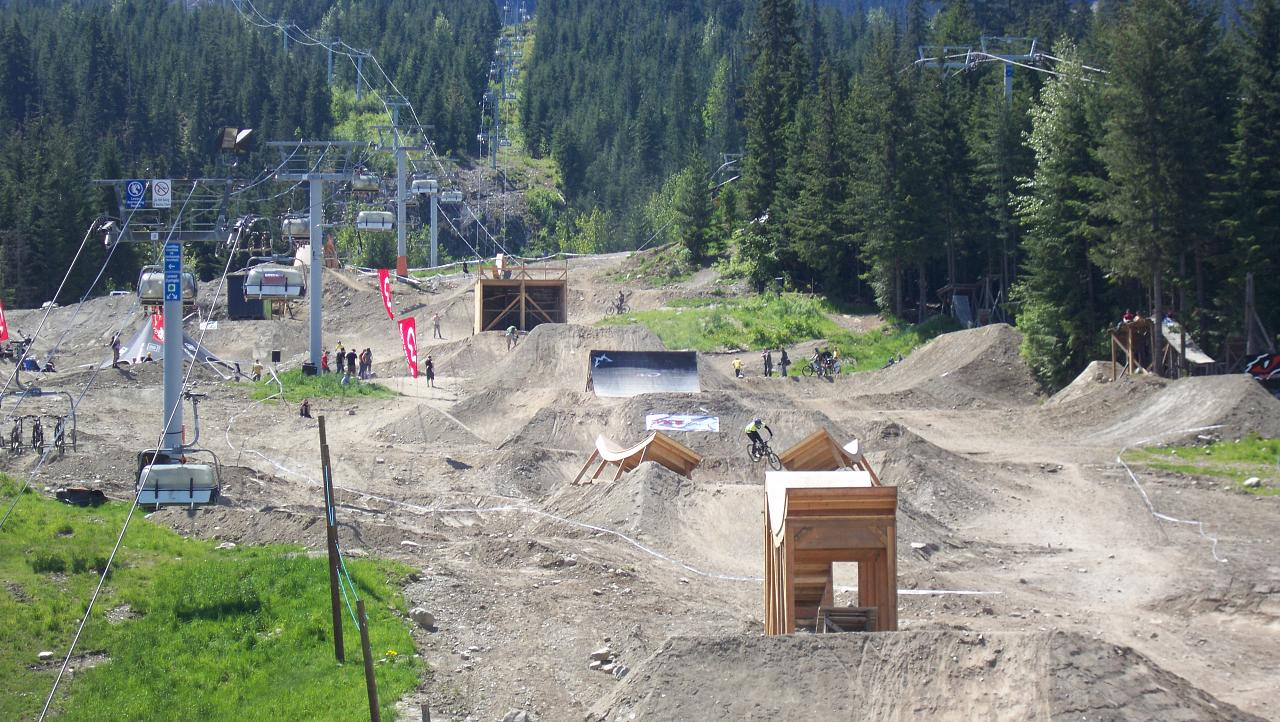
Terreno preparato per lo slopestyle

Il freeride più orientato allo stile diventa slopestyle.
Lo slopestyle o freestyle è assimilabile in un certo senso a discipline come la BMX o lo skateboard, gli eventi di slopestyle si svolgono su appositi percorsi che esaltano il funambolismo dei rider, atleti che puntano non solo alla velocità come i downhiller, ma anche allo stile. I percorsi sono caratterizzati da rampe che permettono i cosiddetti "big air", ovvero salti enormi che permettono durante la fase aerea di compiere evoluzioni particolari (trick o figure). Il punteggio viene attribuito in base a criteri come la fluidità, lo stile e la difficoltà dei trick. Importanti eventi sono organizzati da Red Bull, Adidas e Nissan: la prima organizza la Red Bull Rampage, contest in cui gli atleti si sfidano in drop (cadute quasi verticali) ed evoluzioni da una montagna a Kolob in Utah; sempre Red Bull ha organizzato le Red Bull District Ride che hanno portato lo slopstyle in città come Norimberga e Catania; Adidas organizza diversi eventi tra cui l'Adidas Slopestyle che negli ultimi anni si è tenuto a Saalbach.

### Four-cross

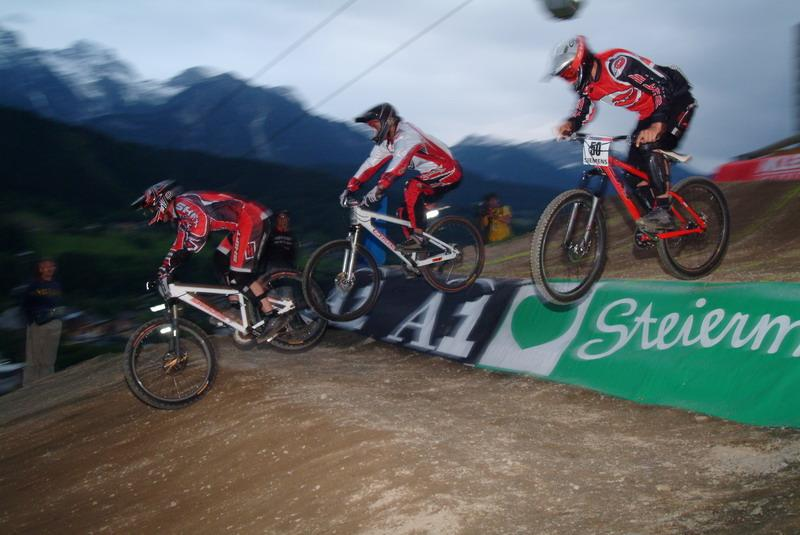
Competizione di four-cross

Il four-cross o mountain cross (4X) è una competizione gravity ad eliminazione tra quattro biker in brevi tracciati artificiali, con salti e ostacoli. È una disciplina ciclistica riconosciuta dall'UCI. Si avvicina sia al downhill, in alcune caratteristiche, sia al BMX. Deriva però evidentemente dallo skicross e allo snowboard cross. Gli atleti più noti sono Brian Lopes, Eric Carter, Cédric Gracia e Michal Prokop, tra le donne Jill Kintner, Anneke Berteen, Melissa Buhl e Katrina Miller. Si svolge con quattro rider che scendono contemporaneamente sullo stesso percorso in discesa, non necessariamente ripida, affrontando salti di vario tipo. Da regolamento una gara di 4X dura al massimo un minuto. La partenza avviene con un cancelletto automatico a comando elettronico. Durante le manche capita che ci siano contatti fisici tra i vari rider, ciò è tollerato a parte casi estremi.
La mountain bike da 4X è una front oppure una full con piccola escursione. Deve essere agile e scattante per poter schizzare fuori dal cancelletto di partenza.
È stato inserito nel calendario UCI della coppa del mondo dal 2002 al 2011, abbinato agli eventi di downhill e cross country. Nel 2012 è stato sostituito dall'XC eliminator.

### Altre discipline

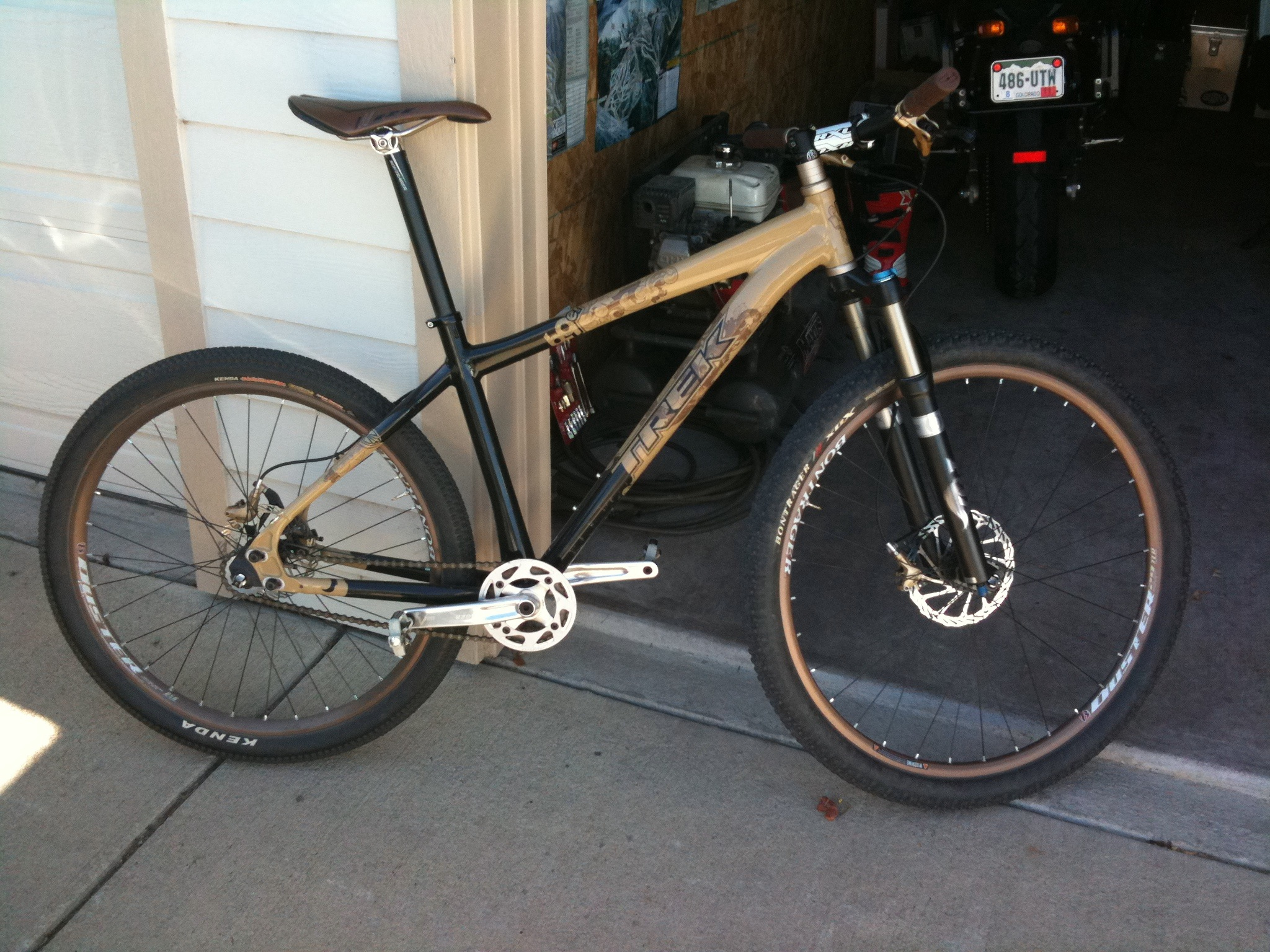
Una mountain bike in configurazione singlespeed

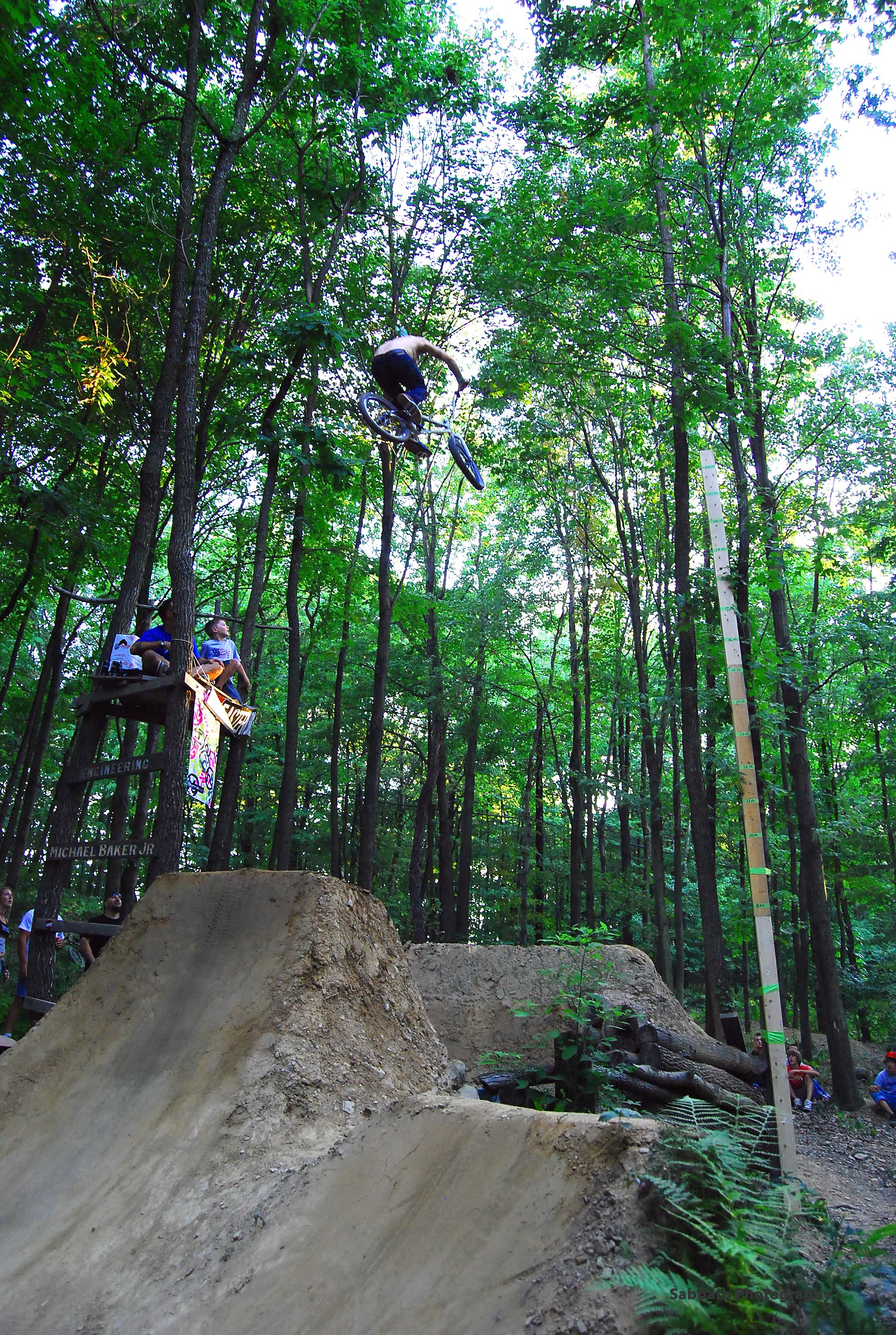
Dirt jumping

Dual slalomè una gara a due, in brevi circuiti paralleli con salti, curve e ostacoli. È stato inserito nel calendario UCI della coppa del mondo dal 1998 al 2001 ed era abbinato agli eventi di downhill. I mondiali si sono svolti in due sole occasioni, nel 2000 e nel 2001. È stato sostituito, sia in coppa, sia nei mondiali dal 2002 dal four-cross.
Dirt jumpingabbreviato in DJ, è la pratica di percorrere rampe di terra costruite in successione in modo da stare in aria il più tempo possibile. Lo scopo è compiere acrobazie aeree, quindi si preferiscono mezzi piccoli, leggeri e semplici, purché robusti: le cadute infatti sono frequenti e generalmente da altezze considerevoli.
Urban/Streetsi tratta essenzialmente dello stesso freestyle in BMX, in cui si compiono acrobazie nell'ambiente urbano. Le biciclette sono le stesse usate nel DJ, con ruote da 24 o 26 pollici. Sono semplici e leggere, e al massimo hanno un'escursione anteriore di 100 millimetri.
Singlespeedgeneralmente applicata all'XC e all'AM, non può definirsi disciplina a sé, quanto piuttosto una corrente di pensiero interna al mountain biking, secondo la quale è preferibile non avere il pensiero e la complessità di molti rapporti di trasmissione, guadagnano in semplicità, robustezza e leggerezza. Il singlespeed richiede un'ottima gestione delle energie da parte del biker e gli sono dedicate alcune competizioni apposite. Da non confondere con la bicicletta a scatto fisso.
24 ore ed endurancesono gare di durata a squadre su un circuito perlopiù sterrato. Vince la squadra che nel tempo stabilito percorre il maggior numero di giri.
Orientamentochiamato anche MTBO, prevede l'uso di cartine cosiddette mute, con le quali bisogna orientarsi per coprire un percorso identificato da precisi punti di passaggio (lanterne) su un terreno che può essere sia urbano sia naturale.

## Equipaggiamento

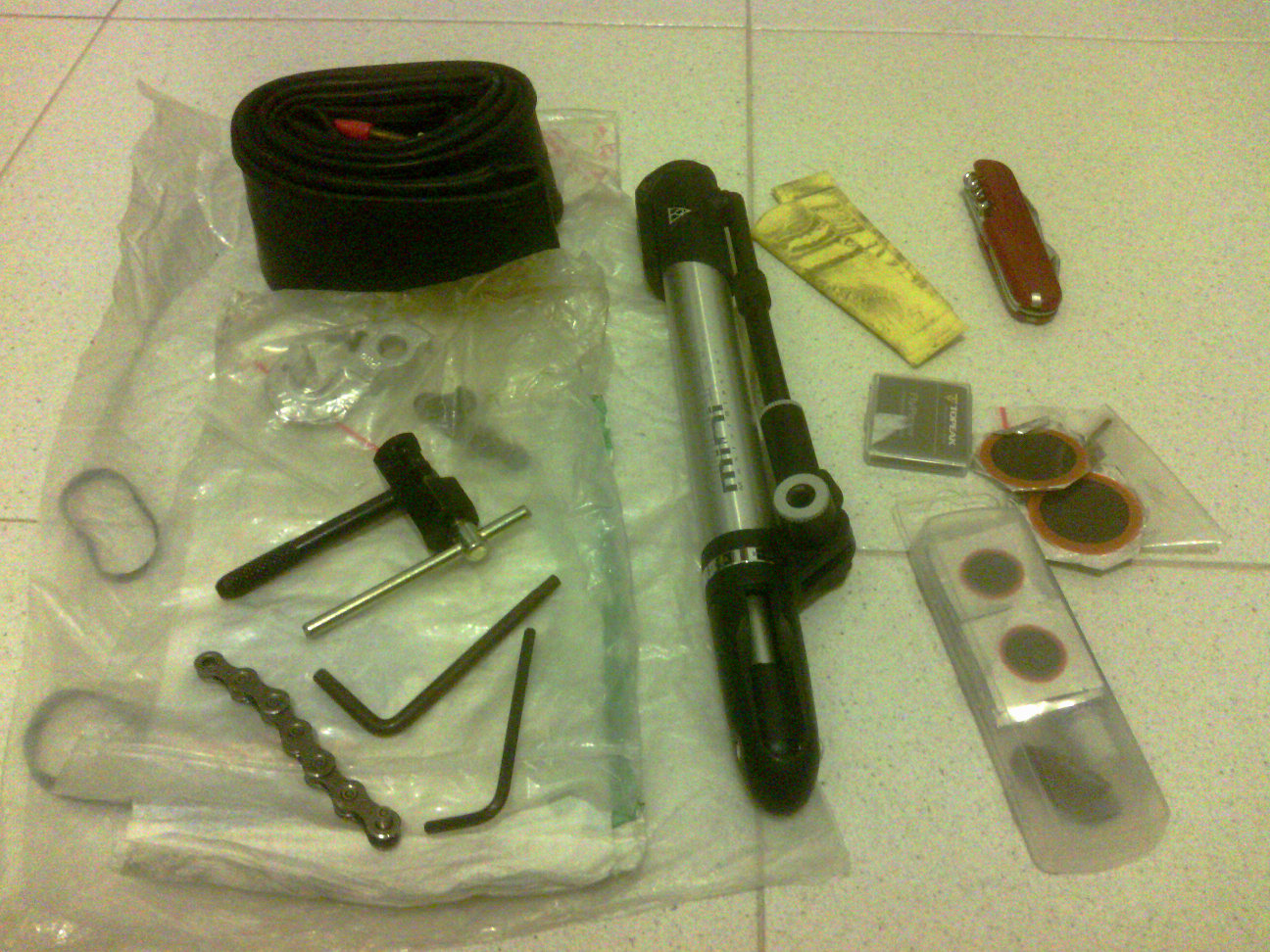
Parte del kit d'emergenza di un mountain biker

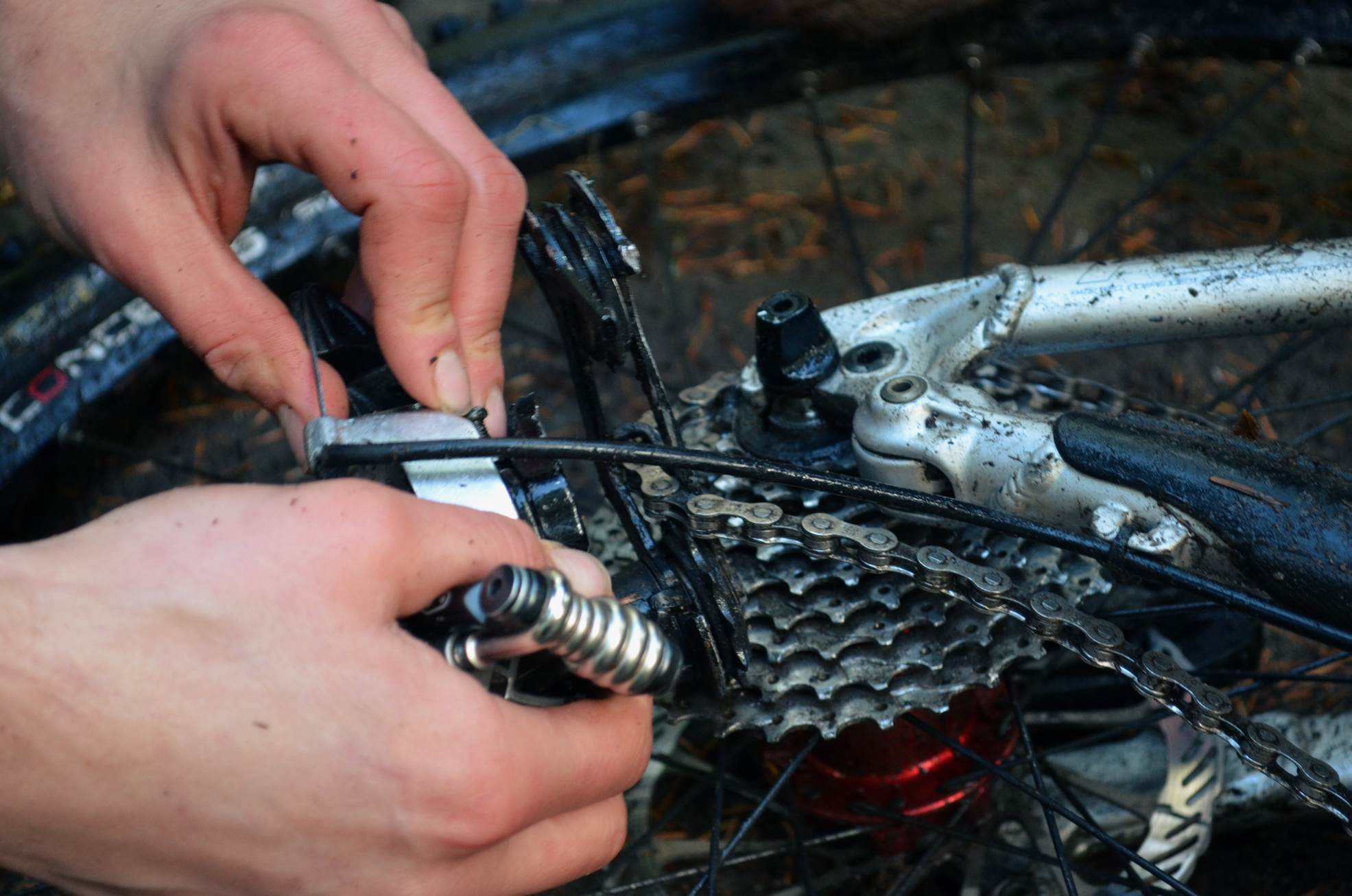
Forcellino del cambio rotto, comune nel cicloescursionismo

La pratica del mountain biking richiede un certo grado di autosufficienza in molti casi in cui l'assistenza non è possibile (cicloescursionismo) o è espressamente vietata (enduro). Per tale motivo il biker dev'essere munito di un certo equipaggiamento, generalmente raccolto in uno zaino o appendici per la bicicletta, che gli permetta di superare problemi meccanici, meteorologici, d'orientamento e lo protegga da eventuali incidenti. Anche un kit di primo soccorso può essere raccomandabile.

### Accessori
AttrezziSciolti o combinati in un multitool, possono comprendere in ordine di importanza cacciagomme e pompa, chiavi a brugola, cacciaviti, smagliacatena, tiraraggi.
Ricambi e scorte per le riparazioniUna o più camere d'aria, toppe e vulcanizzante, un forcellino del cambio, pezzi di catena, robusto nastro adesivo e/o fascette da elettricista, pastiglie dei freni, un cavo per il cambio, un copertone. In gruppi numerosi ed escursioni lunghe è assai conveniente portare anche dei ricambi meccanici (cambio e comandi, leva del freno, dischi dei freni), distribuiti fra i partecipanti. In generale è comunque importante sapersi arrangiare.
Strumenti per l'orientamentoNel cicloescursionismo e in montagna in generale è decisamente importante sapersi orientare. Parte dell'equipaggiamento di un mountain biker include spesso un GPS cartografico, e in altri casi o come riserva cartina, bussola e altimetro.
Abbigliamento d'emergenzaIl meteo in montagna può cambiare improvvisamente, per cui un biker deve considerare di portare indumenti antivento, antipioggia ed eventuali ricambi.

### Abbigliamento

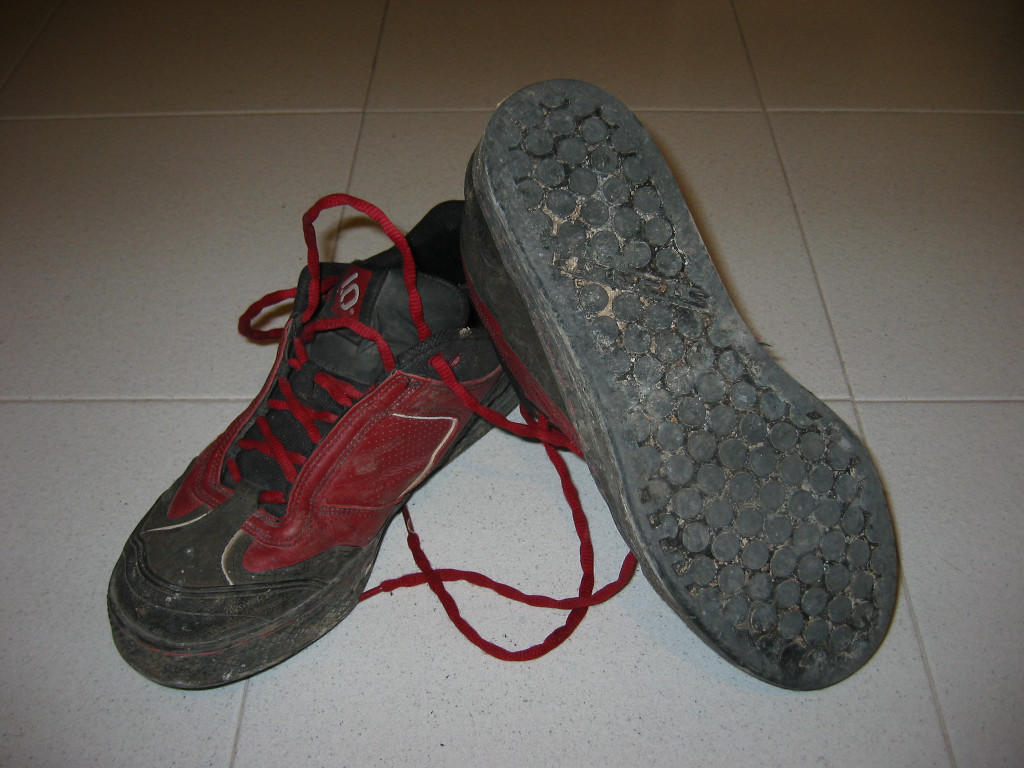
Scarpe per pedali flat

Con lo sviluppo del mountain biking si è specializzato anche l'abbigliamento del biker che, anche in considerazione della natura avventurosa di questo sport, può affrontare condizioni molto variabili. Infatti, oltre alle classiche variazioni meteo, tende a compiere considerevole sforzo a bassa velocità in salita e a subire gran vento in discesa. Per questo l'abbigliamento è studiato in generale per essere un compromesso fra traspirabilità, protezione dal vento e dal freddo. Nel cross country è diffuso lo stesso abbigliamento del ciclismo su strada. Nelle discipline più tecniche invece è comune abbigliamento meno aderente e in particolare pantaloni robusti in nylon, resistenti alle abrasioni e agli strappi.
Spiccano nell'abbigliamento le scarpe: oltre a quelle appositamente studiate per i pedali con attacchi automatici, simili a quelle da strada se non per una suola più tassellata, ne esistono in commercio di tradizionali (per i pedali flat) che hanno una struttura più robusta per proteggere da colpi e cadute e una suola che aderisce meglio ai pin. Esistono anche delle soluzioni ibride.

### Protezioni

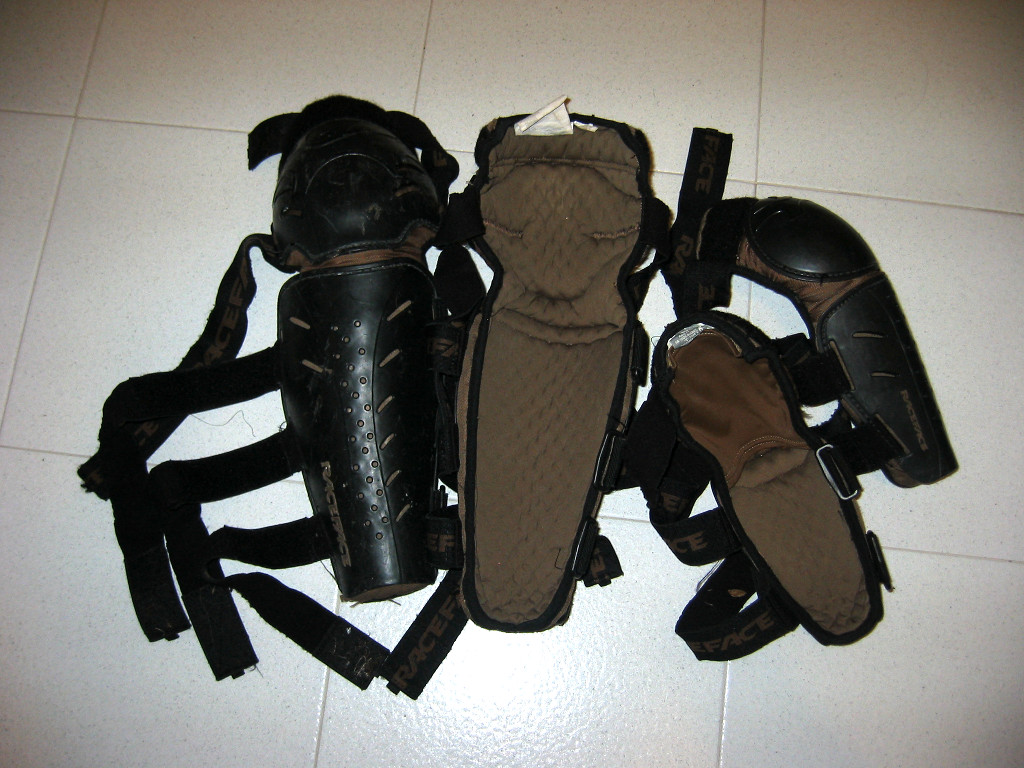
Protezioni rigide e lunghe per ginocchia e gomiti

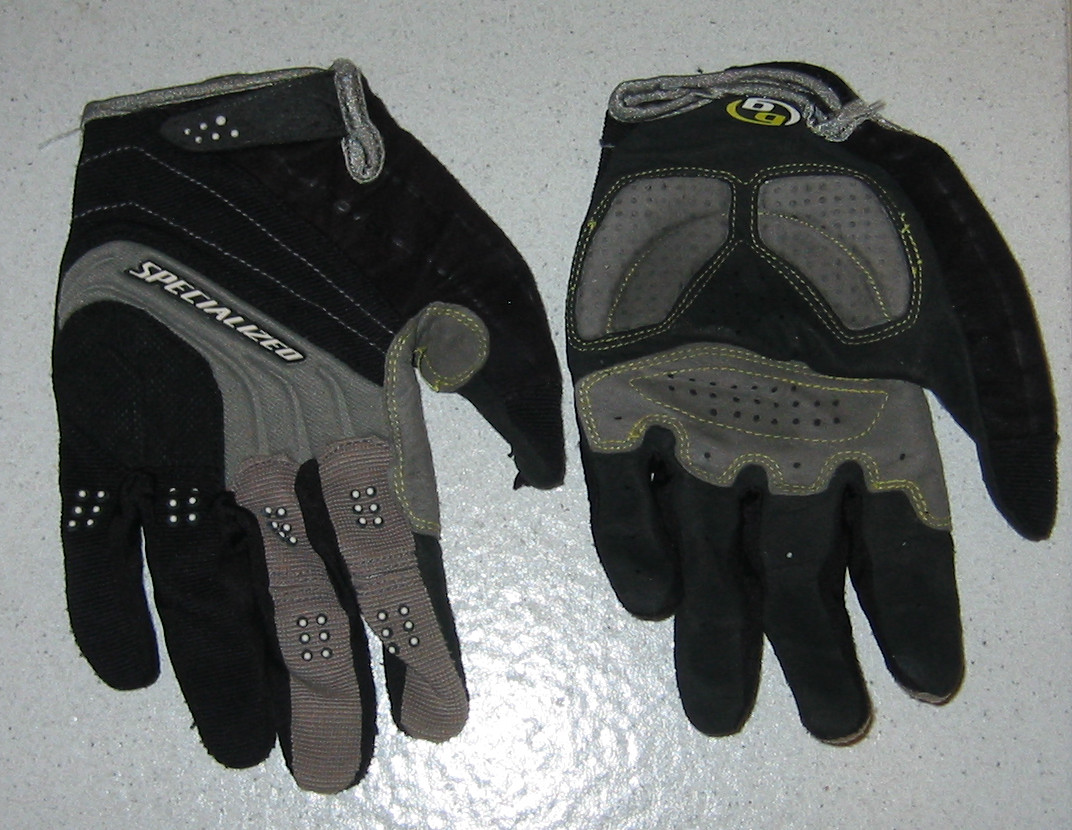
Guanti mediamente protettivi

Nell'equipaggiamento del biker, infine, sono incluse le protezioni,
elencate di seguito in ordine di importanza e diffusione:
CascoIl casco è il primo elemento protettivo, talmente imprescindibile che non viene considerato parte del gruppo "protezioni". I più leggeri da cross country lasciano scoperti viso e nuca, sono in polistirolo con una calotta plastica ed hanno ampie aperture per lasciar fluire l'aria. Quelli da all mountain sono simili, ma coprono meglio la nuca e possono avere una mentoniera staccabile. Nel freeride e downhill si usano caschi integrali come quelli da motociclismo. Nelle discipline orientate alle evoluzioni sono diffusi caschi cosiddetti a "scodella", simili a quelli da all mountain, ma più robusti e senza aperture e visiere.
Occhiali e mascherinaGli occhiali prevengono non solo che schizzi di fango o terra possano finire negli occhi, ma anche eventuali danni dovuti ad urti con rami ed altro, specie in caso di caduta. Nelle discipline più veloci (enduro, freeride e downhill) si usano in particolare le mascherine, più ingombranti e prone alla condensa a basse velocità, ma più efficaci e protettive.
GuantiProteggono dai graffi e dagli urti che arbusti ed alberi possono causare alle dita (in particolare alle nocche). Le mani sono fra i primi punti di appoggio in caso di caduta. I guanti prevengono fastidiosissime abrasioni al palmo della mano, che possono pregiudicare l'attività. Spesso hanno delle imbottiture sotto al palmo che mitigano i problemi dovuti a pressione e vibrazioni, e hanno protezioni rigide sulle nocche per le discipline più veloci. Infine, quando è il caso, proteggono dal freddo.
Ginocchiere e gomitiereIl loro uso, in particolare delle ginocchiere, è diffuso in tutte le discipline a parte il cross country. Il ginocchio è fra i primi a toccare il suolo cadendo, e sono comuni abrasioni lievi e moderate all'avambraccio. Meno frequenti sono i danni al gomito. Il livello di protezione può variare: esistono protezioni morbide (più adatte alla pedalata) o con guscio duro, limitate all'area dell'articolazione o prolungate su gamba ed avambraccio. È pratica comune indossarle solo al momento della discesa.
Pettorina e paraschienaIl paraschiena protegge la spina dorsale, la pettorina anche il costato e le spalle. Essendo invadenti e caldi, il loro uso è diffuso solo nel freeride e nel downhill, ma va notato che esistono zaini che incorporano un paraschiena.
CollareChiamato anche neck brace o leatt brace (dal nome del principale produttore) e diffuso anche in altri sport, serve a limitare torsioni e schiacciamenti a carico del collo, ma solo se usato con casco integrale: senza, può essere controproducente. Per l'evidente ingombro è usato solo nelle discipline più veloci, ma i danni che previene capitano anche nell'enduro.
Le protezioni hanno un forte effetto psicologico. Sentirsi sicuri può infatti prevenire errori dovuti ad un'esitazione tardiva, ma un eccesso di sicurezza può essere controproducente.

## Altro

### Rischi

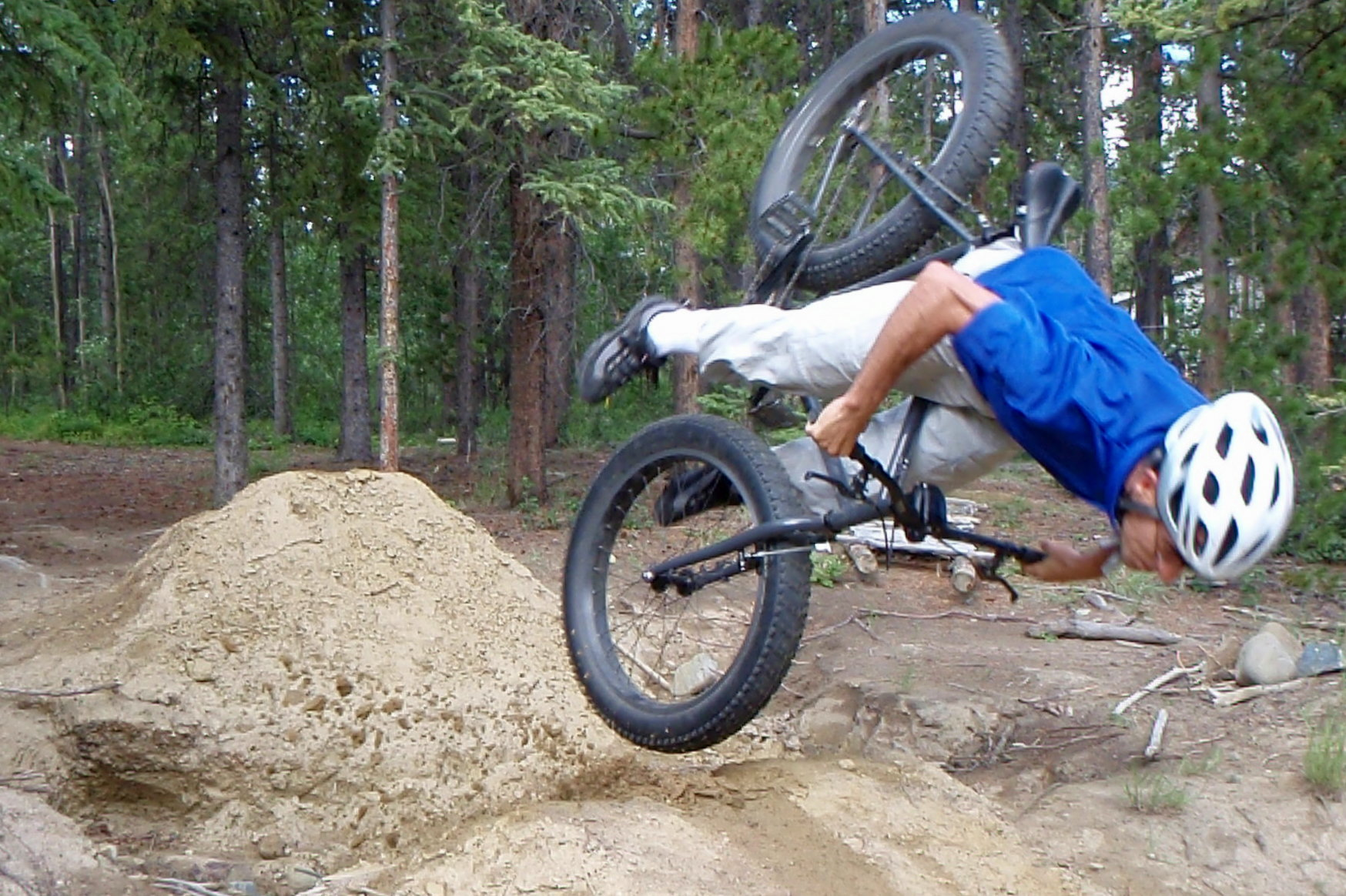
Caduta oltre il manubrio con una fat bike

Il mountain biking espone a vari rischi, certi più specifici di certe specialità. Alcuni rischi sono legati alla ripetitività della componente ciclistica, altri sono tipici dell'escursionismo e dell'alta montagna, ed infine ci sono quelli associati alla guida fuoristrada di un veicolo a due ruote. Fortunatamente, invece, sono ben più lontani i classici rischi dell'uso urbano della bicicletta.
Nelle discipline più pedalate si presentano facilmente quelli del primo tipo, cioè le patologie da sovraccarico funzionale: gonalgia femoro-rotulea (a carico del ginocchio), lombalgia (mal di schiena) e la sindrome di de Quervain, quest'ultima dovuta all'uso frequente del cambio e all'assorbimento degli urti provenienti dal manubrio.
Le prime due invece sono determinate da un cattivo posizionamento in sella e misure sbagliate. Altri problemi sorgono spesso a carico del perineo, per la prolungata pressione del sellino; nei maschi sono estremamente frequenti problemi causati da microtraumi ripetuti dei contenuti scrotali.

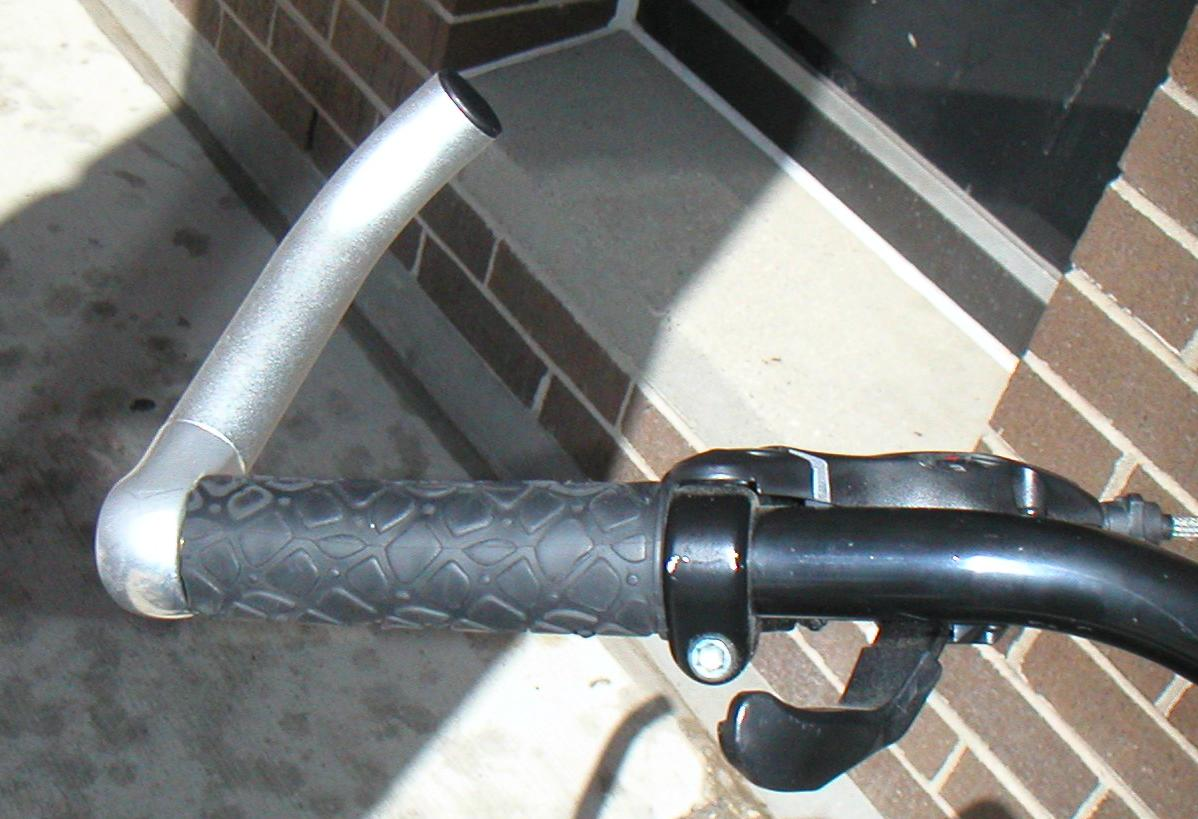
Appendice del manubrio

Frequenti sono poi le cadute. Nelle discipline in cui competono più atleti è facile che avvengano contatti, specie nel four-cross. Nelle discipline più estreme, più aeree e più veloci il biker si espone ad un rischio di danni mediamente più gravi, trovandosi spesso in aria a vari metri di altezza e, nel downhill, mantenendo velocità molto elevate (si raggiungono gli 80 km/h) anche in sentieri fra gli alberi. In comune a tutte le discipline si può cadere per perdita di aderenza delle ruote, per perdita del controllo in velocità e in particolare per impuntamento della ruota anteriore, finendo oltre il manubrio. Questa è la caduta più pericolosa, perché in genere capita in discesa o in atterraggio da un salto e si è letteralmente catapultati a capofitto. Le cadute laterali sono invece generalmente meno dannose.
Secondo uno studio, i traumi più comuni (60-75%) sono abrasioni, lacerazioni e contusioni, la più comune frattura è quella della clavicola e la lussazione più comune quella acromion-clavicolare. Fra gli altri traumi sono frequenti quelli facciali (spesso fratture) prevenibili con l'uso di un casco, fratture del polso, delle costole e nei casi peggiori traumi delle vertebre del collo o della schiena. Il collo è particolarmente a rischio nella caduta oltre il manubrio, in cui può venir schiacciato, iperesteso o flesso. Per limitare questi ultimi danni è stato introdotto l'uso di un collare che, con il casco integrale ben allacciato, limita il movimento. Per i traumi delle spalle invece l'unica prevenzione è una buona preparazione atletica. Si è invece evidenziata l'importanza dell'uso di un casco, e si è notata una forte riduzione dei traumi degli organi dell'addome, in particolare milza e fegato, quando si è smesso di usare le appendici o corna all'estremità dei manubri.

### Codici di autoregolamentazione
Il mountain biking è un'attività che viene prevalentemente svolta in ambienti naturali che possono risentire della pratica di questo sport. L'International Mountain Bicycling Association ha stilato sei semplici regole che il mountain biker dovrebbe sempre tenere a mente,
ed anche il Club Alpino Italiano ha fatto qualcosa del genere
ispirandosi proprio al codice IMBA ed anche quello della statunitense National Off-Road Bicycle Association.
Tali regole sono dettate dal buon senso, dal rispetto per l'ambiente e per gli altri, e dalla considerazione che il comportamento che il mountain biker tiene influenzerà la reputazione dell'intero sport, in particolare nel futuro. Prescrivono, in sintesi, di:
- percorrere solo sentieri dove è permesso circolare in bicicletta e non lasciare tracce evidenti (rifiuti compresi);
- essere sensibili al terreno sotto le ruote, evitando in particolare di percorrerlo quando fangoso, di usare tecniche di guida dannose per l'ambiente (es: derapata), di uscire dai sentieri e tantomeno di aprirne di nuovi, e soprattutto evitare sentieri che possano indurre a qualcuna di queste pratiche;
- affrontare i percorsi con prudenza, evitando di porsi in condizioni di rischio a seconda delle capacità proprie e del proprio mezzo, che deve essere efficiente ed in buone condizioni, oltre a munirsi delle necessarie protezioni;
- lasciare il passo ai pedoni, e comunque avvisare della propria presenza senza spaventare e senza compiere sorpassi pericolosi;
- non spaventare gli animali, né quelli selvatici né quelli domestici, e in caso di passaggio in recinti privati chiudere il cancello, per impedire eventuali fughe di bestiame;
- programmare le uscite con accortezza evitando avventure rischiose o solitarie, avvisare delle proprie intenzioni e dell'orario previsto di rientro, ed equipaggiarsi in maniera da essere indipendenti durante il giro (cibo ed acqua, indumenti, attrezzi e ricambi, strumenti per la navigazione, equipaggiamento d'emergenza);

In particolare il CAI specifica che non fa parte della sua filosofia servirsi di impianti di risalita. È opportuno notare anche che durante il 2013 il CAI ha abbandonato il dominio web mtbcai.it, su cui si proponeva di promuovere la pratica responsabile del mountain biking.

### Scale di difficoltà
Come nell'escursionismo e alpinismo, anche nell'ambito del cicloescursionismo sono state definite delle scale che indicano la difficoltà di un particolare sentiero. La più nota è Singletrail Skala
, che ha sei livelli:
- S0: sentieri poco ripidi, svolte semplici, accessibili a chiunque;
- S1: sentieri più impegnativi ma con fondo non sdrucciolevole e assenza di gradini;
- S2: presenza di tratti sdrucciolevoli e di qualche gradino;
- S3: terreno perlopiù sdrucciolevole, gradini più alti (su cui potrebbero toccare le corone), svolte impegnative;
- S4: terreno ripido e sdrucciolevole, svolte impegnative che richiedono tecniche trialistiche;
- S5: solitamente non percorribile, solamente pochi possono affrontare questi tratti in sella.

Anche il CAI ha sviluppato una scala simile, che però condensa i livelli S4 e S5 nell'ultimo livello EC, e prevede alcune regole per renderla più espressiva:
- TC: (turistico) percorso su strade sterrate dal fondo compatto e scorrevole, di tipo carrozzabile;
- MC: (per cicloescursionisti di media capacità tecnica) percorso su sterrate con fondo poco sconnesso o poco irregolare (tratturi, carrarecce…) o su sentieri con fondo compatto e scorrevole;
- BC: (per cicloescursionisti di buone capacità tecniche) percorso su sterrate molto sconnesse o su mulattiere e sentieri dal fondo piuttosto sconnesso ma abbastanza scorrevole oppure compatto ma irregolare, con qualche ostacolo naturale (per es. gradini di roccia o radici);
- OC: (per cicloescursionisti di ottime capacità tecniche) come sopra ma su sentieri dal fondo molto sconnesso e/o molto irregolare, con presenza significativa di ostacoli;
- EC: (massimo livello per il cicloescursionista ma possibilmente da evitare in gite sociali) percorso su sentieri molto irregolari, caratterizzati da gradoni e ostacoli in continua successione, che richiedono tecniche di tipo trialistico.

Per convenzione, la determinazione della sigla da associare ad un sentiero non deve tenere conto di eventuali tratti non ciclabili e deve essere effettuata tenendo conto delle condizioni ottimali.